# 灰领
灰领是指未归类为白領或藍領的高技能就业人员。它有时也指那些已到退休年龄後繼續工作的老年人。就收入而言，灰领通常介于白領以及藍領之間。
灰领工人通常拥有特定领域的專科學校或技术学校的畢業證、副学士学位、证书或文凭。他们与蓝领工人不同，蓝领工人通常可以在剛開始工作的頭几周内接受培训，而灰领工人在入職前就已经拥有特定的技能，并且比蓝领同行需要擁有更多的专业知识。